# Departamento Avellaneda (Río Negro)
Avellaneda es uno de los 13 departamentos en los que se divide la provincia de Río Negro (Argentina).

## Superficie y límites
El departamento posee una extensión de 20 379 kilómetros cuadrados y limita al norte con la provincia de La Pampa, al este con el departamento Pichi Mahuida, al sudeste con el departamento Conesa, al sur con los departamentos de Valcheta, 9 de Julio y San Antonio y al oeste con los de General Roca y El Cuy.

## Población
Según el censo de 2010 vivían 35 508 personas en todo el departamento. Esta cifra lo ubicaba como el cuarto departamento más poblado de la provincia, tras General Roca, Bariloche y Adolfo Alsina.
El censo argentino de 2022 reportó 41 352 habitantes. Esto representó un crecimiento del 17.1%

## Geografía física
Al departamento lo atraviesa el río Negro, que forma un fértil valle conocido como el Valle Medio. El río se bifurca y luego ambos brazos se unen de nuevo formando dos grandes islas conocidas como Isla Grande e Isla Chica de Choele Choel. En la Isla Grande están las ciudades de Luis Beltrán, Lamarque y Pomona, así como la zona más fértil del departamento, con cultivos de tomates, manzanas y peras entre las más importantes.
Choele Choel, en el otro lado del río de la Isla Grande y en el cruce de la Ruta Nacional 22 y la ruta provincial 250 que atraviesa la isla, es el centro neurálgico de la zona con una importante terminal de autobuses y un aeropuerto que actualmente sólo opera vuelos privados.[cita requerida]

## Localidades y parajes
- Choele Choel
- Lamarque
- Luis Beltrán
- Chimpay
- Coronel Belisle
- Darwin
- Pomona
- Barrio Unión
- Chelforó

Parajes:
- La Japonesa
- Colonia Josefa
- Fortín Uno